# سمح بن مالک الخولانی
سمح بن مالک الخولانی (عربی: السمح بن مالك الخولاني) پنجمین والی اموی اندلس (۷۱۹–۷۲۱) بوده است.
وی شهرهای بارسلون و ناربون را در سال ۷۲۰ میلادی به تصرف خود درآورد که این فتوحات پادشاهی ویزیگوت‌ها را تهدید می‌کرد، در ادامه شهرهای مختلفی همچون بزیه، اگد، لودو، ویلنو-له-مگولون و نیم به محاصره درآمد. سمح بن مالک سپس دستور حمله به شهر تولوز را داد اما با مقاومت مردم این شهر مواجه شده، پس از محاصره تولوز در تاریخ ۹ ژوئن ۷۲۱ جنگی سرنوشت‌ساز درگرفت که با شکست نیروهای مسلمان و زخمی شدن سمح بن مالک الخولانی پایان یافت، وی پس از مدت کوتاهی در نزدیکی ناربون درگذشت.